# Une blonde à l'abordage
Pour plus de détails, voir Fiche technique et Distribution.
Une blonde à l'abordage (All Hands on Deck) est un film américain réalisé par Norman Taurog, sorti en 1961.

## Fiche technique
- Titre français : Une blonde à l'abordage[1]
- Titre original : All Hands on Deck
- Réalisation : Norman Taurog
- Scénario : Jay Sommers et Donald R. Morris
- Photographie : Leo Tover
- Musique : Cyril J. Mockridge
- Montage : Fredrick Y. Smith
- Pays d'origine :  États-Unis
- Format : Couleurs - 2,35:1 - Mono
- Date de sortie : 
  - États-Unis : 30 mars 1961
  - France : 8 août 1962[1]

## Distribution
- Pat Boone : le lieutenant Victor « Vic » Donald
- Buddy Hackett : Shrieking Eagle Garfield
- Dennis O'Keefe : Brian O'Gara
- Barbara Eden : Sally Hobson
- Gale Gordon : le rear admiral Bintle
- Joe E. Ross : Bos'n
- Ann B. Davis : Nobby
- Bartlett Robinson : le lieutenant commander Anthony
- Warren Berlinger : l'enseigne Rudy Rush